# کلیسای سنت پل، بازل

کلیسای سنت پل، (به انگلیسی: St. Paul's Church), (آلمانی: Pauluskirche) یک کلیسای اصلاح‌شده (پروتستانتیسم) در بازل، سوئیس، بخشی از کلیسای انجیلی-اصلاح‌شده کانتون بازل اشتاد است. این کلیسا بین مه ۱۸۹۸ و نوامبر ۱۹۰۱ توسط کارل موزر (۱۸۶۰–۱۹۳۶) و رابرت کورجل ساخته شد و دارای سبک معماری نئورومانسک است. محراب کلیسا دارای منبری سنگی است که در پشت میز عشای سنگی برافراشته شده است. محراب همچنین دارای یک گالری با طاق مرکزی در پشت منبر است که ارگ و گروه کر در آن قرار دارد. آثار هنری به سبک هنر نو شامل نقش‌برجسته در نمای بیرونی کلیسا در بالای ورودی اصلی توسط مجسمه‌ساز کارل بورکهارت (۱۸۷۸–۱۹۲۳)، معرق‌کاری روی دیوار جلوی داخلی توسط هاینریش آلتر (۱۸۷۸–۱۹۴۷) و پنجره‌های ویترای توسط مکس لایگر (۱۸۶۴–۱۹۵۲) ساخته شده است.
در سال ۲۰۱۹، کلیسا تغییر کاربری داد و به یک کلیسای فرهنگی ("Kulturkirche Paulus") تبدیل شد که در ژوئیه ۲۰۲۱ به عنوان یک مرکز فرهنگی برای رویدادها، عروسی‌ها و کنسرت‌های کر شروع به کار کرد.